# Kamrup (huyện)
Huyện Kamrup là một huyện thuộc bang Assam, Ấn Độ. Thủ phủ huyện Kamrup đóng ở Guwahati. Huyện Kamrup có diện tích 4345 ki lô mét vuông. Đến thời điểm năm 2001, huyện Kamrup có dân số 2515030 người.